# 小行星4195
小行星4195（4195 Esambaev）是一颗绕太阳运转的小行星，为主小行星带小行星。该小行星于1982年9月发现。

## 轨道参数
小行星4195的轨道半长轴为2.8348391 UA，离心率为0.07。